# Ranulfo Pinheiro Lima
Ranulfo Pinheiro Lima (Itatiba, 8 de fevereiro de 1884 — ?, 1953) foi um político brasileiro. Exerceu o mandato de deputado classista constituinte em 1934.

## Biografia
Seus pais foram José Machado Pinheiro Lima, desembargador, e Máxima Machado Lima. Seu tio, Vicente Machado da Silva Lima, também atuou na política, sendo senador em 1895 e, entre os anos de 1901 e 1906, governador do Paraná. Casou-se com Carmen Pinto Pinheiro Lima e juntos tiveram duas filhas.
Estudou no Ginásio Paulista e, posteriormente, cursou a Escola Politécnica de São Paulo, sendo um dos fundadores do Grêmio Politécnico. Em 1906, formou-se em engenharia civil. Dois anos depois, atuou como engenheiro chefe da Seção de Engenharia Sanitária do Serviço Sanitário de São Paulo. Permaneceu no cargo até sua aposentadoria em 1938.
Durante a época da faculdade, chegou a ser redator da Revista Politécnica por três anos. Entre 1929 e 1930, voltou ao ramo, atuando na imprensa de São Paulo como redator de “A Platéia”. Dois anos depois, foi presidente do Instituto de Engenharia. Assim, conseguiu promulgar uma lei a favor da regulamentação das profissões de engenheiro, arquiteto e agrimensor. No mesmo ano, 1932, se envolveu na Revolução Constitucionalista.
Publicou artigos sobre engenharia e, também, "O Problema do Ar e da Ventilação" e "As Plantas da Nossa Casa".